# Lars Emil Johansen
Lars Emil Johansen (ur. 24 września 1946 w Uummannaq) – grenlandzki polityk.
Od 1973 do 1979 po raz pierwszy był członkiem Folketingetu. Ponownie został wybrany do niego w 2001. W latach 1979-1997 zasiadał w parlamencie Grenlandii Landstingu. Od 1987 do 1997 zajmował stanowisko przewodniczącego partii Siumut. W latach 1991–1997 pełnił funkcję premiera Grenlandii.